# Morsenøgle
En morsenøgle (også kaldet telegrafnøgle) er et apparat, som bruges til afsendelse af telegrafi i morsekode via et Morsesignal. Før i tiden skulle der være en telegrafist på alle skibe, for at kunne kommunikere med omverdenen.

## Typer af morsenøgler
Der er generelt to forskellige typer af morsenøgler, 'håndpumpen', som er den 'gamle' vertikale type og 'paddletypen', som bevæges horisontalt.
Alle nøgler, uanset konstruktionstype fungerer ved at slutte og bryde strømmen i en strømkreds. På denne måde kan man kode morsealfabetets streger og prikker i elektriske signaler, som derefter kan sendes til modtageren via en radiosender eller som i gamle dage via telegraftrådene.

### Håndpumpen
Håndpumpe, lige nøgle eller 'gårdpumpe' er den mest basale type. Den består af en (lige) stang med en knap på, og en kontakt derunder. Ved at trykke på knappen sluttes kontakten, og dermed strømmen. Denne type er meget simpel, men ulempen er, at operatøren let kan få forstrækningsskade pga. de mange tryk på knappen ofte flere mange gange i sekundet. Tidligere kendt som telegrafist-arm / glas-arm.  

### Paddletypen
Paddlenøglen, Sidewinder eller sidesweeper (efter engelsk) er en morsenøgletype, hvori stangen i stedet for at skulle trykkes ned, bevæges sideværts for at, via indbygget automatik, afgive hhv prikker og streger, stangen nulstiller sig automatisk til midten ved hjælp af en fjeder. På denne måde kan operatøren signalere blot ved at rokke hånden, og minimere skadesrisikoen. 

#### Halvautomatisk
Paddle med indbygget fjedermekanik, der selv danner hhv prik og streg -længder. Noget besværlig at justere, da fjederen skal justeres til morsehastigheden, for at give det rette prik-streg forhold.

#### Fuldautomatisk
Paddle med tilhørende elektronik, der selv danner hhv streg og prik -længder. Lettere at indstille end halvautomatisk, da det meste foregår elektronisk.

## Brug i dag
Nogle radioamatører benytter stadig telegrafi (nogle benytter dog PC'en til at morse med), selvom den professionelle radiokommunikation er stoppet med at bruge telegrafi.

## Handicappedes brug af morsenøglen
En særlig anvendelse af morsenøgle er for handicappede. Med hjælp af en passende dekoder kan de betjene for eksempel computere og radioer eller blot kommunikere med andre ved at morse. Det kræver blot at man kan bevæge en hånd, en fod eller andet en lille smule. Det er endog blevet brugt ved blot at blinke med øjnene (dog ikke med morsenøgle).

## Ekstern henvisning
- Wikimedia Commons har flere filer relateret til Morsenøgle
- Telegrafist i Søværnet for 40 år siden.

| Maskiner | Spire Denne artikel om maskiner, maskindele og apparater er en spire som bør udbygges. Du er velkommen til at hjælpe Wikipedia ved at udvide den. |